# Squalus bucephalus
Squalus bucephalus es una especie de elasmobranquio escualiforme de la familia Squalidae.